# Bangor Township (Iowa)
Pour les articles homonymes, voir Bangor Township et Bangor.
Bangor Township est un township du comté de Marshall en Iowa, aux États-Unis,.
Il est fondé en 1855.

## Source de la traduction
- (en) Cet article est partiellement ou en totalité issu de l’article de Wikipédia en anglais intitulé « Bangor Township, Marshall County, Iowa » (voir la liste des auteurs).